# Irene J. Virgolini
Irene Johanna Virgolini (* 29. Dezember 1962 in Klagenfurt) ist eine österreichische Nuklearmedizinerin, ordentliche Universitätsprofessorin für Nuklearmedizin und Direktorin der Universitätsklinik für Nuklearmedizin an der Medizinischen Universität Innsbruck.

## Leben
Virgolini studierte nach Abschluss des Bundesoberstufen-Realgymnasiums in Klagenfurt ab 1981 Medizin an der Universität Wien, wo sie 1987 zum Dr. med. univ. promovierte. Während ihres Studiums wurde am Institut für Humangenetik, Sektion für Histopathologie, der Universität Wien ihr wissenschaftliches Interesse geweckt und 1985 durch einen Studienaufenthalt an der Sackler Medical School, Hasharon Hospital, Tel Aviv University, Israel, bestärkt. In der Folge begann ihre wissenschaftliche Tätigkeit vorerst im Bereich der Atheroskleroseforschung, die sie von 1985 bis 1991 am Institut für Physiologie, Universität Wien, durchführte. Parallel zu Forschungstätigkeiten absolvierte sie ab 1987 eine Ausbildung zur Fachärztin für Innere Medizin (Nuklearmedizin) an der Wiener Universitätsklinik, wo sie zuerst als Assistenzärztin, später (bis 2000) als Oberärztin tätig war.
Virgolini wurde 1992 mit ihren Arbeiten über die funktionelle Leberszintigraphie zur Universitätsdozentin für Experimentelle Nuklearmedizin und 1995 mit ihren Arbeiten zur onkologischen Rezeptorszintigraphie zur Universitätsdozentin für Innere Medizin ernannt. Es folgte der Aufbau einer Arbeitsgruppe für Experimentelle Nuklearmedizin an der Universität Wien. Im Jahr 2000 übernahm Virgolini die Leitung des Instituts für Nuklearmedizin am Krankenhaus Lainz der Stadt Wien. 2003 wurde sie zur Direktorin der Universitätsklinik für Nuklearmedizin der Medizinischen Universität Innsbruck und zur ordentlichen Universitätsprofessorin ernannt. Seither erfolgte der weitere Ausbau der Innsbrucker Universitätsklinik für Nuklearmedizin in Klinik, Forschung und Lehre.
Folgend der Ernennung durch den Medizinischen Senat war Virgolini 2018–2023 als Universitätsrätin für die Medizinische Universität Wien tätig.
Seit 2016 ist Virgolini vorerst als Präsidentin-Elect, 2019–2020 als Präsidentin und nunmehr als Past-Präsidentin der internationalen Gesellschaft WARMTH (World Association of Radiopharmaceutical and Molecular Therapy) aktiv, deren Ziel die globale Förderung der molekularen Radionuklidtherapie ist.

## Forschung

### Wissenschaftliche Schwerpunkte
Virgolinis Schwerpunkte in der klinischen Forschung liegen bei der Entwicklung und präklinischen Validierung von neuen Radiopharmaka für die nuklearmedizinische Diagnostik und Therapie („Theragnostics“). Unter  Virgolini wurden mehrere neue nuklearmedizinische Tracer-Verfahren (Positronen-Emissions-Tomographie - PET sowie SPECT) klinisch etabliert. Die klinischen Forschungsschwerpunkte umfassen das Gebiet der neuroendokrinen Tumorerkrankungen und die nuklearmedizinische Behandlung des Prostatakarzinoms. Virgolini‘s Forschungen beschäftigen sich unter anderem auch mit der patientenbezogenen „Quality of Life“ im Rahmen der individualisierten Hochdosis-Therapie. Virgolinis Forschungen beschäftigen sich unter anderem auch mit der patientenbezogenen „Quality of Life“ im Rahmen der individualisierten Hochdosis-Therapie.

### Publikationen und Vortragstätigkeit
Die wissenschaftlichen Arbeiten Virgolinis erschienen in rund 500 Publikationen in medizinischen Fachzeitschriften (1990–2024: Gesamt-Impact-Faktor 1000, Zitationsindex 10000, Hirsch-Index 50, basierend auf „Web of Science“). Seit 1988 wird Irene J. Virgolini zu internationalen Kongressen sowie an in- und ausländische Universitäten bzw. Fakultäten eingeladen, um Vorträge im Themenbereich „Molecular Imaging and Therapy“ („Theragnostics“) zu halten.

### Publikationen (Auswahl)
- G. Santo, G. di Santo, F. Cicone, I. Virgolini: Peptide receptor radionuclide therapy with somatostatin analogs beyond gastroenteropancreatic neuroendocrine tumors. In: J Neuroendocrinol. 37(3), 2025, S. e70013. doi:10.1111/jne.70013.
- T. N. B. Pascual, D. Paez, A. Iagaru, G. Gnanasegaran, S. T. Lee, M. Sathekge, J. M. Buatti, F. Giammarile, A. Al-Ibraheem, M. A. Pardo, R. P. Baum, B. De Bari, S. Ben-Haim, J. Y. Blay, A. Brink, E. Estrada-Lobato, S. Fanti, A. T. Golubic, J. Hatazawa, O. Israel, A. Kiess, P. Knoll, L. Louw, G. Mariani, S. Mirzaei, P. Orellana, J. O. Prior, J. L. Urbain, S. Vichare, S. Vinjamuri, I. Virgolini, A. M. Scott: Guiding principles on the education and practice of theranostics. In: Eur J Nucl Med Mol Imaging. 51(8), Jul 2024, S. 2320–2331. doi:10.1007/s00259-024-06657-2. Epub 2024 Mar 8.
- A. Sviridenko, A. Boehm, G. di Santo, C. Uprimny, B. Nilica, J. Fritz, F. L. Giesel, U. Haberkorn, S. Sahanic, C. Decristoforo, I. Tancevski, G. Widmann, J. Loeffler-Ragg, I. Virgolini: Enhancing clinical diagnosis for patients with persistent pulmonary abnormalities after COVID-19 infection: the potential benefit of [68Ga]Ga-FAPI PET/CT. In: Clin Nucl Med. Dez 2022. doi:10.1097/RLU.0000000000004437.
- I. Virgolini: Theragnostics in Austria. In: A. Jekunen (Ed.): The evolution of radionanotargeting 2021. BSP. 2022, S. 1–14.
- I. Virgolini, C. Decristoforo, A. Haug, S. Fanti, C. Uprimny: Current status of theranostics in prostate cancer. In: Eur J Nucl Med Mol Imaging. 45(3), Mar 2018, S. 471–495. doi:10.1007/s00259-017-3882-2. Epub 2017 Dec 28. Review.
- I. Virgolini: Greetings from the New President of the World Association of Radiopharmaceutical and Molecular Therapy. In: World J Nucl Med. 17(2), Apr-Jun 2018, S. 67–69. doi:10.4103/wjnm.WJNM_27_18.
- M. F. Bozkurt, I. Virgolini, S. Balogova, M. Beheshti, D. Rubello, C. Decristoforo, V. Ambrosini, A. Kjaer, R. Delgado-Bolton, J. Kunikowska, W. J. G. Oyen, A. Chiti, F. Giammarile, A. Sundin, S. Fanti: Guideline for PET/CT imaging of neuroendocrine neoplasms with 68Ga-DOTA-conjugated somatostatin receptor targeting peptides and 18F-DOPA. In: Eur J Nucl Med Mol Imaging. 44(9), Aug 2017, S. 1588–1601. doi:10.1007/s00259-017-3728-y. Epub 2017 May 25.
- L. Scarpa, S. Buxbaum, D. Kendler, K. Fink, J. Bektic, L. Gruber, C. Decristoforo, C. Uprimny, P. Lukas, W. Horninger, I. Virgolini: The 68Ga/177Lu theragnostic concept in PSMA targeting of castration-resistant prostate cancer: correlation of SUVmax values and absorbed dose estimates. In: European Journal of Nuclear Medicine and Molecular Imaging. 12. Januar 2017. doi:10.1007/s00259-016-3609-9.
- C. Uprimny, A. S. Kroiss, C. Decristoforo, J. Fritz, E. von Guggenberg, D. Kendler, L. Scarpa, G. di Santo, L. G. Roig, J. Maffey-Steffan, W. Horninger, I. J. Virgolini: 68Ga-PSMA-11 PET/CT in primary staging of prostate cancer: PSA and Gleason score predict the intensity of tracer accumulation in the primary tumour. In: European Journal of Nuclear Medicine and Molecular Imaging. 31. Januar 2017. doi:10.1007/s00259-017-3631-6.
- C. Uprimny, A. S. Kroiss, C. Decristoforo, J. Fritz, B. Warwitz, L. Scarpa, L. G. Roig, D. Kendler, E. von Guggenberg, J. Bektic, W. Horninger, I. J. Virgolini: Early dynamic imaging in 68Ga-PSMA-11 PET/CT allows discrimination of urinary bladder activity and prostate cancer lesions. In: European Journal of Nuclear Medicine and Molecular Imaging. 29. November 2016.
- I. Virgolini, M. Gabriel, A. Kroiss, E. von Guggenberg, R. Prommegger, B. Warwitz, B. Nilica, L. G. Roig, M. Rodrigues, C. Uprimny: Current knowledge on the sensitivity of the (68)Ga-somatostatin receptor positron emission tomography and the SUVmax reference range for management of pancreatic neuroendocrine tumours. In: European Journal of Nuclear Medicine and Molecular Imaging. Oktober 2016. doi:10.1007/s00259-016-3395-4.

### Patente
1997 erhielt Virgolini ein Patent für eine Trägersubstanz für Radionuklide zur Diagnose und/oder Zerstörung von Tumorgewebe (Wiener Patentamt) und 1998 ein EU-Patent für Radiomarkierte Somatostatin Rezeptor-Liganden zur Diagnose und Therapie.

### Auszeichnungen
Einige der etwa 30 nationalen und internationalen Preise und Auszeichnungen, die Virgolini für ihre wissenschaftlichen Arbeiten zuerkannt worden sind:
- 1992: Award of the International Union of Angiology, Paris
- 1992 und 1994: Jean Debiesse Award der European Association of Nuclear Medicine (EANM), Lissabon/Düsseldorf
- 1996: Martin-Gülzow Award der Deutschen Gesellschaft für Verdauungs- und Stoffwechselkrankheiten, Aachen
- 1996 und 2008: Editorial Board Award of the Journal of Nuclear Medicine, Denver/New Orleans
- 1997: Mac Foster Award der European Society of Clinical Investigation
- 2008 und 2010: Alavi-Mandell Award der Society of Nuclear Medicine (SNM), New Orleans/Salt Lake City
- 2012: EANM-Springer-Preis Best Basic Science Paper 2011, Mailand.
- 2018: Unter Federführung von Christian Uprimny: 1. Rudolf-Höfer-Preis, Innsbruck
- 2018: EANM-Springer-Preis Best Paper 2018, Düsseldorf.
- 2019: Preis der Ärztekammer für Tirol 2018, Innsbruck.
- 2020: Ilse-Zoller-Förderungspreis für Naturwissenschaften, Zell am See.
- 2024: Österreichischer Schilddrüsenpreis 2024, Innsbruck.